# ناحیه فیرمونت، شهرستان مارتین، مینه سوتا
ناحیه فیرمونت (به انگلیسی: Fairmont Township) یک منطقهٔ مسکونی در ایالات متحده آمریکا است که در شهرستان مارتین، مینه‌سوتا واقع شده‌است.
 ناحیه فیرمونت ۵۶٫۷ کیلومتر مربع مساحت و ۲۹۸ نفر جمعیت دارد و ۳۵۹ متر بالاتر از سطح دریا واقع شده‌است.